# 畚箕
畚箕，也作撮箕、畚斗，是集塵土、盛垃圾以方便扫除或收运的器具，多为铲状盘且附短把或长把。現今畚箕作為一種清潔用工具，常與帚一同使用，用作盛載塵埃。
畚箕是台灣及中國大陸的稱呼，其有许多异名，因此某些地区或某些学者也将其与簸箕通用，港澳地区及两广部分地区又稱垃圾鏟，中山市石岐话称为“畚箕铲”。畚箕一般都是平平的一個剷子，大小不一：從前在香港負責街道清潔的，會用半個生油罐充作畚箕來使用，並且有一根長竹桿作把手；而今日更常見的，是一種家居用的畚箕，很小巧的一種，用來掃除家居內的毛塵。

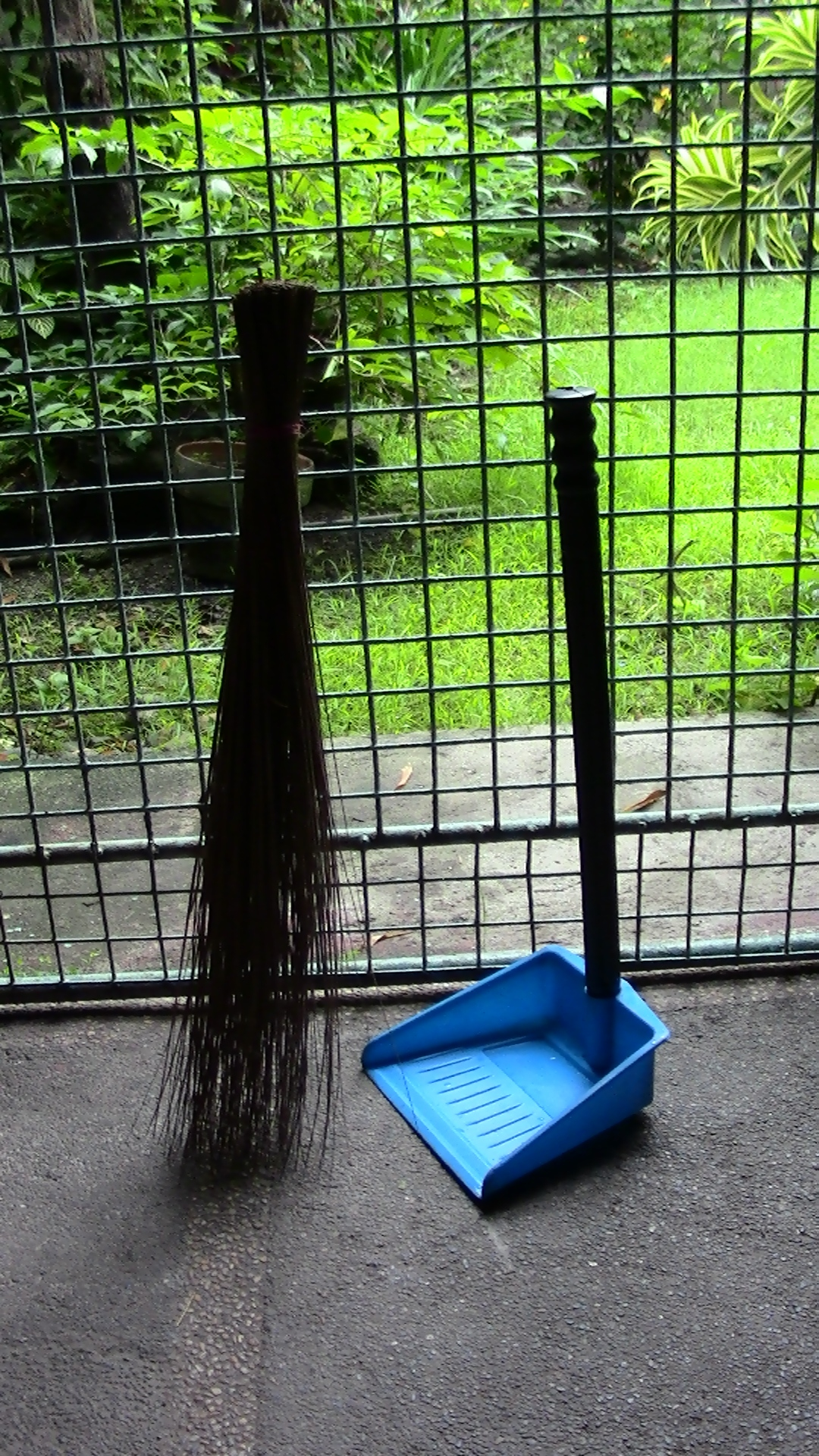
畚箕與掃帚
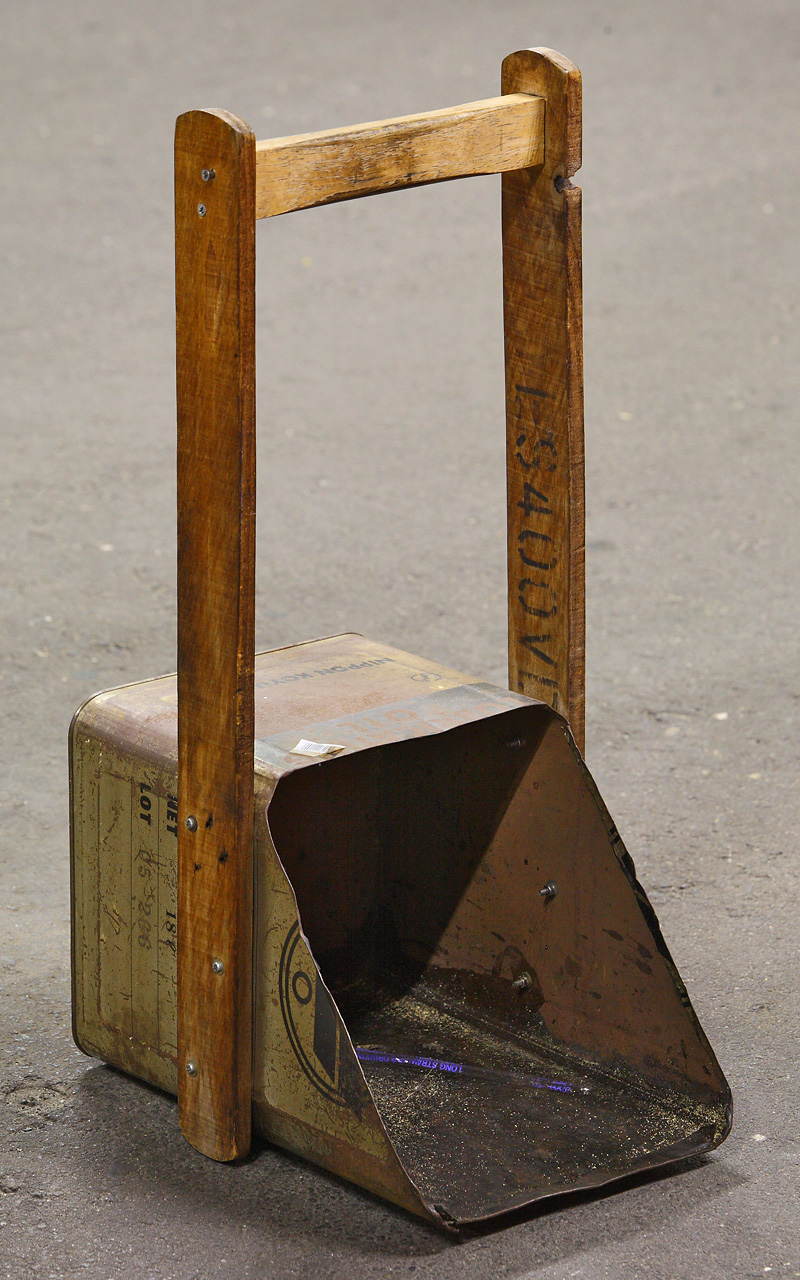
半個生油罐充作的畚箕
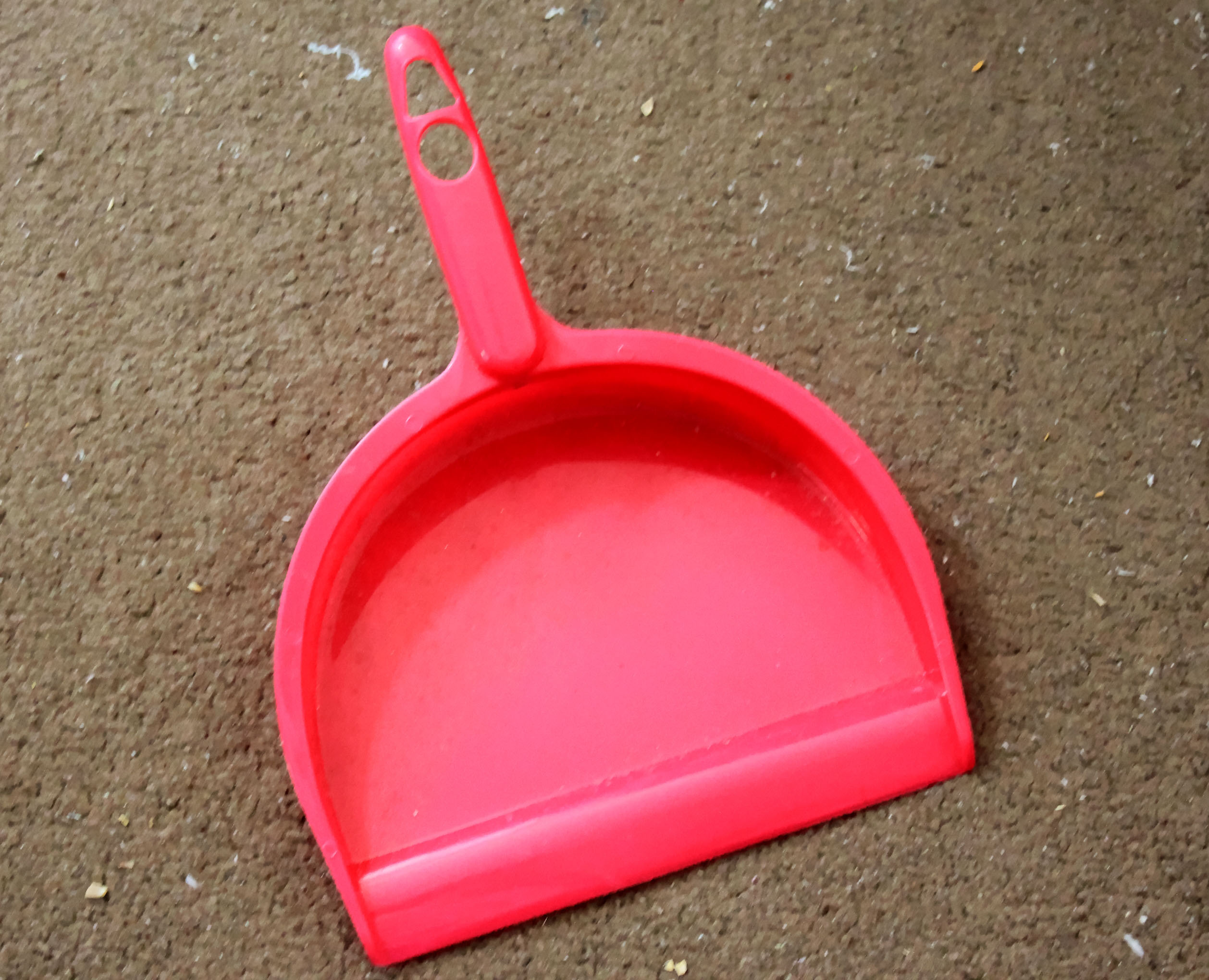
家居用的畚箕

現代畚箕的的發明人是美國費城的湯馬士·E·麥克尼爾於1858年發明的，並取得了專利，特色是盛塵的地方是凹陷了的。勞埃德·P·雷利發明了更為複雜的站立變種的畚箕，並於1897年3月25日為這個發明申請了專利。然而，打從麥克尼爾於差不多40年前發明現代畚箕時相比，這亦只不過是其200多個變種的其中一個。

## 备注
1. ↑  “畚”按《漢典》作名詞是“撮土器”的意思；作動詞是“用箕之类装东西”，如畚泥土。
2. ↑  簸箕按原始定义指的是用來除去穀類糠皮的箕形器具。“簸”字由“箕”与“皮”组成，从箕，皮声；表示用箕箩在风中扬去谷物的皮壳。《说文》“簸，扬米去糠也。”「畚箕」與簸箕原义虽非同一器具，唯现今购物网或某些地区常混用。此外，另有一种「筲箕」，是淘米、盛米、盛饭用的扁形竹筐。
3. ↑  根據江寶釵，林鎮山《樹的見證：鄭清文文學論集》麥田出版，2007，110：簸箕類似畚箕，而製作較精細，同樣都是台灣農村常見的盛物器具。「畚箕」通常作為盛放砂土、牛糞、垃圾等物之用；「簸箕」則用於將稻穀、種籽等農產品，從容器取放到乙容器（如從穀倉取出，裝進布袋），或播種時盛放穀物、種籽等，農人一手將簸箕靠在腰際，邊走邊撒種。